# Смертин, Борис Леонидович
Бори́с Леони́дович Сме́ртин (11 марта 1947, Ростов-на-Дону — 7 марта 1993, Москва) — российский художник, скульптор, мастер ассамбляжа.

## Биография

ассамбляж Борис Смертин

В 1973 году окончил Московский государственный художественный институт им. В. И. Сурикова. С 1967 года жил и работал в Москве. До 1988 года выставлял графические работы. Начиная с 1988 года на различных выставках показывал ассамбляжи, объекты-скульптуры, живопись и графику. С 1987 по 1992 год — участник группы «Без четвертого» вместе Владимиром Кузьминым и Борисом Михайловым. С 1989 по 1993 работал в собственном ателье в Гамбурге. В 1993 умер в Москве.
В 2005 году работы Смертина были включены в долговременную экспозицию в ЦДХ «Ревизия материала», организованную Государственной Третьяковской галереей. Только после этого персона художника привлекла к себе более-менее сосредоточенное внимание зарубежных и российских критиков, а его работы на международных аукционах возросли в цене.

«Обеденный перерыв» Борис Смертин

## Художник о себе
Вид искусства в настоящее время, условно обозначенный как assamblage-art, для меня является той областью творчества, в которой нахожу свое существование естественным и органичным, где в полной мере могу раскрыться, реализовать свои возможности.
Я почти физически ощущаю рельефную метафоричность и специфику того материала, на основе которого осуществляется задуманное. 
Все это позволяет мне свободно и органично включать, при необходимости, в процессе работы любые, отвечающие замыслу, структурно-предметные образования из окружающей жизни. Их неизбежное, при найденном решении, перевоплощение сопровождается фейерверком своеобразных ассоциаций, связанных как непосредственно с реальной жизнью, так и с миром причудливых фантазий, из нее произрастающих.
В найденных сочетаниях они, наряду с живописными или иными структурами, при необходимости взаимодействуя с ними, приобретают аналогичные этим структурам свойства, очерчивая равное им по эмоциональному воздействию изобразительное пространство, где любые попытки поверхностных «игр» с фактурой исключены.
Я отношусь, по всей видимости к тем художникам, по отношению к которым существующие критерии авторства не всегда срабатывают, так как определяются не столько по шкале внешних пластических признаков, сколько неким, на уровне подсознания действующим зарядом авторской энергии, импульсами которого и высвечивается характерный авторский профиль. Облик работы — суть самой стихии творчества. Работаю над самыми различными темами. Неизобразительных тем и сюжетов не существует. И жизнь подсказывает их множество. 

## Критика
Борис Смертин занимает особое место в данной экспозиции, рассматривая проблему магического через предмет, через вещь. В стилевом отношении его пластику легко отнести к искусству ассамбляжа, к традиционному опыту работы с готовой вещью. Несомненно он близок и к поп-арту и к алогичности искусства дада. Но в реальности его тема выходит за границы академического подхода к предмету, сложившегося в авангарде XX века. Он стремится в своем частном опыте воссоздать целостную судьбу вещи, вспомнить ее витринное прошлое и ненужность будущего — через настоящее. Художник рассматривает всю человеческую жизнь через вещь. Каждый предмет в ассамбляжах Бориса Смертина включен в целостное поле человеческой жизни. Обычность этих предметов говорит об их способности срастаться со свойствами людей, становиться их формой существования, выступать как продленное тело человека. Мир для Бориса Смертина выговаривается в вещах и предметах, раскрывается как магический театр, где вместо людей играют свои роли предметы. Художник постоянно задает себе вопрос, может ли устоять мир, если хоть одна пылинка выпадет из его строя, окажется лишней, ненужной. Композиции Бориса Смертина обретают дополнительный смысл, возвращая предметы из забвения, спасая их. Этот смысл с благодарностью возвращается к человеку, подтверждая его неслучайность и его особую миссию. 
В.Пацюков 

## Работы находятся в собраниях
- Государственная Третьяковская галерея, Москва.
- Чувашский государственный художественный музей, Чебоксары.
- Коллекция Российского фонда культуры, Москва.
- Коллекция Галереи «М’АРС», Москва.
- Музей Зиммерли, США.
- Галерея «Сегодня»,
- Мемориальный музей космонавтики в Москве
- Музее искусства в Новом Орлеане, США,
- Фонде Кремоны в Мериленде, США,
- частных собраниях в России, США, Франции, Великобритании, Швеции, Италии, Германии.

## Библиография

«Шахматы» Борис Смертин

### Участие в выставках, аукционах
1976 lll-е биеннале графики. Норвегия; 
1979 Биеннале графики. Любляна. Югославия; 1981 Триеннале европейской графики. Венеция. Италия; 
1981 Групповая выставка художников Москвы. Центральный Дом художника. Москва;
1982 Человек и космос. Париж;
1983 Выставка советской станковой графики. Швеция, Бельгия, Финляндия;
1983 Современное советское изобразительное искусство. Мехико;
1983 Групповая выставка московских художников. Галерея «М`АРС». Москва;
1983 Художник — дизайнер. Дизайн центр. Москва;
1988 Без четвертого. Дом культуры АЗЛК. Москва;
1988 Лабиринт-88. Дворец молодежи. Москва, Варшава;
1988 Групповая выставка. Театр драмы и комедии на Таганке. Москва;
1989 Парк Горького. Дюссельдорф. Германия;
1989 Советский авангард 1920—1980 гг.. Минск, Варшава, Амстердам;
1989 Советский авангард. Интернациональный дом. Нью-Йорк;
1989 Аукцион современного русского искусства. Версаль. Париж; 
1989 Звездный путь человечества. Совместная выставка СССР — США. Павильон «Строительство». ВДНХ СССР. Москва;
1990 Постоянное и вариации. Галерея «Гамбург- Мессе». Германия;
1990 НТР в изобразительном искусстве. Дом художника на Кузнецком мосту. Москва;
1990 Выставка произведений 15-ти московских художников. Центральный Дом художника. Москва;
1991 Без четвертого. Вторая выставка группы. Выставочный зал «Каширка». Москва;
1991 Пройденные пути. Милан. Италия;
1991 Искусство, Европа. Германия;
1991 АРТ МИФ 2. Московская международная художественная ярмарка. Центральный выставочный зал «Манеж». Москва;
1991 Линии горизонта. Выставочный зал «Каширка». Москва;
1991 15 московских художников. Центральный Дом художника. Москва;
1991 Золотая кисть — 91. Центральный Дом художника. Москва;
1992 Современная русская живопись. Вилла Айхон. Бремен. Германия;
1992 Фестиваль галерей. АРТ МИФ lll. Галерея «Сегодня». Москва. 

источник; https://web.archive.org/web/20170204172338/http://persona.rin.ru/view/f//22049/smertin-boris-leonidovich

## Семья
- Смертин, Леонид Сергеевич — отец, советский художник, живописец.
- Жена: Художник-график Кузнецова Татьяна Андреевна (дочь художника- монументалиста, Кузнецов, Андрей Николаевич)
- Дети: Кузнецова Надежда Борисовна, Кузнецова Анна Борисовна(художник)

## Персональные выставки
- 1988 — «Без четвертого» (В. Кузьмин, Б. Михайлов, Б. Смертин). ДК АЗЛК, Москва.
- 1990 — Галерея «Сегодня», Москва.
- 1993 — Городской музей, Люнебург, Германия.
- 1993 — Галерея «Сегодня», Москва.